# Industrial Records
Industrial Records (IR) ist eines der ersten englischen Independent-Musiklabel und Namensgeber des Genres Industrial.
Das unabhängige Label ist 1976 in London aus dem radikalen Kunst- und Musikprojekt COUM Transmissions (später Throbbing Gristle) hervorgegangen und im Januar 1977 als Markenzeichen eingetragen worden.

## Geschichte
Die vier Gründungsmitglieder von Industrial Records und Throbbing Gristle Chris Carter, Cosey Fanni Tutti, Peter Christopherson und Genesis P-Orridge veröffentlichten ab 1976 notgedrungen ihre Aufnahmen in Eigenregie, da sich die etablierten Musikverlage weigerten, die aggressiven Soundkollagen und Geräuschorgien der Gruppe auf Vinyl zu pressen. Unter dem Slogan „Industrial Music for Industrial People“ veröffentlichten Throbbing Gristle ihre Konzertmitschnitte anfangs nur auf einfachen Musikkassetten, schafften es aber bald einen eigenen Schallplattenverlag aufzubauen. Das Logo von IR zeigte einen stilisierten Schornstein der Verbrennungsöfen in Auschwitz. Industrial Records veröffentlichte von 1976 bis 1981 zahlreiches Ton- und Bildmaterial: Kassetten, Schallplatten, Film- und Videoaufnahmen. Neben bekannten Industrial- und Avantgarde-Künstlern wie SPK, Monte Cazazza, Leather Nun, Clock DVA und Thomas Leer / Robert Rental veröffentlichte das Label auch Aufnahmen des amerikanischen Dichters William S. Burroughs sowie einiger weniger „traditionellerer“ Künstler (Dorothy, Elizabeth Welch). Die Auflösung von Throbbing Gristle 1981 war zugleich auch das Ende von Industrial Records.
Nachdem das Label über 20 Jahre in einen „Dornröschenschlaf“ verfiel, wurde es 2002 überraschend von den vier Gründungsmitgliedern reaktiviert: Es erschien die digital remasterte CD-Box 24 hours of TG. Obwohl sich Throbbing Gristle mittlerweile wieder aufgelöst haben, vertreibt das Label über den Throbbing Gristle Store weiterhin CDs, Schallplatten und Fanartikel und bietet DDL an.